# Chuyện kinh dị lúc nửa đêm
Chuyện kinh dị lúc nửa đêm (tên gốc tiếng Anh: Scary Stories to Tell in the Dark) là phim điện ảnh kinh dị của Mỹ năm 2019 do André Øvredal đạo diễn với nội dung dựa trên bộ truyện thiếu nhi Scary Stories to Tell in the Dark của cố nhà văn Alvin Schwartz. Phần kịch bản được chuyển thể bởi Dan và Kevin Hageman từ phần kịch bản phân cảnh của nhà sản xuất Guillermo del Toro cùng Patrick Melton và Marcus Dunstan. Phim do Hoa Kỳ và Canada hợp tác sản xuất, với sự tham gia diễn xuất của Zoe Colletti, Michael Garza, Gabriel Rush, Austin Zajur, Natalie Ganzhorn, Austin Abrams, Dean Norris, Gil Bellows và Lorraine Toussaint.
Năm 2013, CBS Films đã mua lại bản quyền của bộ sách từ 1212 Entertainment với ý định sản xuất một bộ phim truyện chuyển thể. Đến tháng 1 năm 2016, các nguồn tin cho biết del Toro sẽ chịu trách nhiệm phát triển và có thể sẽ ngồi luôn vào vị trí đạo diễn của dự án. Øvredal sau đó được chọn làm đạo diễn cho bộ phim, với del Toro, Daniel, Brown và Grave đảm nhiệm vai trò sản xuất. Quá trình quay phim chính bắt đầu từ ngày 27 tháng 8 năm 2018 và kết thúc vào ngày 1 tháng 11 năm 2018, tại St. Thomas, Ontario, Canada.
Chuyện kinh dị lúc nửa đêm được hãng Lionsgate cho công chiếu vào ngày 9 tháng 8 năm 2019. Tác phẩm nhận được nhiều đánh giá tích cực từ các nhà phê bình cùng nhiều lời khen ngợi cho yếu tố kinh dị, mặc dù một số người chỉ trích phần kịch bản khi lạm dụng quá nhiều các cảnh hù dọa bất ngờ. Phim thu về tổng cộng 106 triệu USD toàn cầu so với kinh phí thực hiện vào khoảng 28 triệu USD.

## Nội dung
Ngày Halloween năm 1968, tại thị trấn nhỏ Mill Valley, Pennsylvania, ba người bạn thiếu nhiên Stella, Auggie và Chuck đã chơi khăm Tommy Milner. Khi Tommy và băng đảng của cậu đuổi theo họ để trả đũa, bộ ba chạy trốn đến một rạp chiếu phim đỗ xe ngoài trời và gặp gỡ Ramón. Cả ba mời Ramón khám phá một "ngôi nhà ma ám" vốn từng thuộc về gia đình Bellows giàu có đã thành lập nên Mill Valley. Bên trong ngôi nhà, cả nhóm tìm thấy một cuốn sách gồm những câu chuyện kinh dị do Sarah Bellows sáng tác. Cô gái tên Sarah này được cho là đã tự sát trong chính ngôi nhà. Tommy nhốt đám bạn bên trong ngôi nhà cùng với Ruth, em gái của Chuck. Sau khi trốn thoát, Stella lấy cuốn sách của Sarah đem đi. Trở về nhà, Stella lật giở cuốn sách, phát hiện một câu chuyện mới có tựa đề "Harold" đã xuất hiện trên một trang sách trống trước đó. Cùng lúc tại cánh đồng ngô gần đó, Tommy đang say xỉn bị con bù nhìn tên Harold của gia đình rình rập và đâm cậu bằng cây chĩa, khiến Tommy nôn ra cỏ khô rồi từ từ biến đổi thân xác. Sau khi Tommy được thông báo là đã mất tích, Stella và Ramón thấy Harold đang mặc quần áo của Tommy. Stella tin rằng chính Tommy đã biến thành con bù nhìn.
Đêm đó, một câu chuyện mới, "Ngón chân to", xuất hiện với Auggie là nhân vật chính. Cặp đôi cố gắng cảnh báo cậu về con quái vật: một thây ma đang tìm kiếm ngón chân bị mất của nó ở bên trong món hầm mà Auggie vô tình ăn phải. Auggie biến mất sau khi Quỷ mất ngón kéo cậu vào gầm giường. Nhận ra họ là người tiếp theo, những người bạn còn lại cố gắng phá hủy cuốn sách. Sau khi việc làm này được chứng minh là không thể thực hiện, họ nghiên cứu cuộc sống của Sarah với hy vọng tìm ra giải pháp. Một câu chuyện mới, "Chấm đỏ" tiếp tục được viết ra. Khi Ruth phát hiện ra vết cắn do nhện cắn trên má bị sưng tấy, vết nhọt phát nổ và hàng trăm con nhện nhỏ bò ra. Ruth được cứu nhưng bị chấn thương tâm lý và đưa vào bệnh viện tâm thần. Cuộc điều tra đã dẫn cả nhóm đến một bệnh viện địa phương, nơi chúng phát hiện ra anh trai của Sarah đã thực hiện liệu pháp sốc điện với cô bé nhằm che đậy việc nhà máy của gia đình đã làm ô nhiễm nguồn nước sinh hoạt của thị trấn bằng thủy ngân. Sarah bị gia đình tra tấn vì cố gắng tiết lộ sự thật.
Tại bệnh viện, Chuck bị tấn công bởi Quỷ bạch tạng, một bóng ma từ những cơn ác mộng tái diễn của cậu. Con quỷ sau đó hấp thụ cậu. Stella và Ramón bị cảnh sát trưởng Turner bắt vì tội xâm phạm, ông đã tiết lộ rằng Ramón là một tên trốn tránh nghĩa vụ trong Chiến tranh Việt Nam. Ramón nói với Stella rằng cậu đã vô cùng kinh hãi khi thấy xác của người anh trai nhập ngũ được trả lại và bị chia thành từng mảnh. Khi con chó của Turner bắt đầu có hành động kỳ lạ, Ramón nhận ra rằng sinh vật tiếp theo sẽ là Quỷ xác mục, một con quái vật trong câu chuyện lửa trại đã khiến cậu vô cùng sợ hãi hồi còn nhỏ. Quỷ xác mục bẻ cổ Turner, giết chết ông trước khi định giết Ramón. Ramón và Stella trốn thoát, cậu dụ con quỷ bằng xe của Turner trong khi Stella đến nhà Bellows để chấm dứt chuỗi trả thù của Sarah. Quỷ xác mục đuổi theo Ramon và bị đập vào một chiếc xe khác. Ramon chạy thoát và chạy đến nhà Bellows, cậu trốn Quỷ xác mục dưới sàn của ngôi nhà.
Trong khi đó, Stella bị đưa ngược thời gian, cô trốn dưới gầm bàn với sự giúp đỡ của Lou Lou Baptiste trẻ tuổi nhưng vẫn bị phát hiện. Dưới con mắt nhìn của Sarah về sự tra tấn mà gia đình cô đã gây ra, Stella đối mặt với hồn ma của Sarah. Cô hứa với hồn ma mình kể lại câu chuyện thật về cuộc đời của Sarah và sự vô tội của cô nếu cô ngừng làm hại mọi người bằng những câu chuyện của mình. Stella viết ra câu chuyện có thật bằng máu trước khi cô, Quỷ xác mục và tất cả những con quỷ trước đó đều biến mất. Cô viết sự thật về cuộc sống của Sarah trong các tờ báo cho thị trấn để giữ lời hứa của mình. Ramón chấp nhận nhập ngũ và gửi lời tạm biệt đầy xúc động với Stella trước khi lên đường tham chiến. Stella lái xe đi cùng cha mình và Ruth, nay đã hồi phục. Cô tin rằng họ sẽ tìm ra cách để giải cứu Chuck và Auggie.

## Diễn viên
- Zoe Colletti vai Stella Nicholls
- Michael Garza vai Ramón Morales
- Gabriel Rush vai August "Auggie" Hilderbrandt
- Austin Zajur vai Charlie "Chuck" Steinberg
- Natalie Ganzhorn vai Ruth "Ruthie" Steinberg
- Austin Abrams vai Tommy Milner
- Dean Norris vai Roy Nicholls
- Gil Bellows vai Cảnh sát trưởng Turner
- Lorraine Toussaint vai Louise "Lou Lou" Baptiste
  - Ajanae Stephenson vai Louise Baptiste hồi bé
- Marie Ward vai Bà Hilderbrandt
- Deborah Pollitt vai Bà Steinberg
- Matt Smith vai Ông Steinberg
- Karen Glave vai Claire Baptiste
- Kyle Labine vai Ông Hobbs
- Victoria Fodor vai Bà Milner
- Javier Botet vai Quỷ mất ngón
- Troy James vai Quỷ xác mục
  - Andrew Jackson lồng tiếng Quỷ xác mục
- Mark Steger vai Bù nhìn Harold và Quỷ bạch tạng
- Kathleen Pollard vai Sarah Bellows
- Will Carr vai Tiến sĩ Ephraim Bellows
  - Elias Edraki lồng tiếng Tiến sĩ Ephraim Bellows
- Jane Moffat vai Delanie Bellows
- Amanda Smith vai Gertrude Bellows
- Brandon Knox vai Harold Bellows
- Hume Baugh vai Deodat Bellows

## Sản xuất
Năm 2013, CBS Films đã mua lại bản quyền bộ sách Scary Stories to Tell in the Dark của cố nhà văn Alvin Schwartz từ 1212 Entertainment với ý định sản xuất một phim điện ảnh chuyển thể. Vào năm 2014, nhà văn John August đã được xác nhận sẽ chấp bút cho phiên bản điện ảnh này.
Ngày 14 tháng 1 năm 2016, các nguồn tin cho biết Guillermo del Toro sẽ chịu trách nhiệm phát triển và có thể sẽ ngồi luôn vào vị trí đạo diễn của dự án, đồng thời tham gia vai trò sản xuất cùng với Sean Daniel, Jason Brown và Elizabeth Grave, với Roberto Grande và Joshua Long giữ vị trí giám đốc sản xuất. Vào tháng 2 năm 2016, CBS Films đã thuê bộ đôi anh em biên kịch Dan và Kevin Hageman để hoàn thành phần kịch bản của phim trước tháng 8. Tháng 12 năm 2017, có báo cáo cho biết André Øvredal sẽ ngồi ghế đạo diễn của bộ phim. Anh em nhà Hageman được ghi danh cho vai trò thực hiện kịch bản, trong khi đó del Toro, Patrick Melton và Marcus Dunstan được ghi danh cho phần cốt truyện. CBS Films đồng tài trợ với Entertainment One cho dự án này.
Tháng 8 năm 2018, Zoe Colletti, Michael Garza, Austin Abrams, Gabriel Rush, Austin Zajur và Natalie Ganzhorn xác nhận sẽ tham gia dàn diễn viên. Tháng 9 năm 2018, Dean Norris, Gil Bellows, Lorraine Toussaint và Javier Botet cũng được xác nhận với vai trò diễn viễn của phim. Quá trình quay phim chính bắt đầu vào ngày 27 tháng 8 năm 2018 và kết thúc vào ngày 1 tháng 11 năm 2018 tại Hamilton, Ontario.

## Phát hành
Chuyện kinh dị lúc nửa đêm được hãng Lionsgate cho công chiếu vào ngày 9 tháng 8 năm 2019. Tại Việt Nam, phim cũng được khởi chiếu từ ngày 9 tháng 8 năm 2019.

### Quảng bá
Đoạn phim đầu tiên của bộ phim được chiếu trong sự kiện Super Bowl LIII. Trailer đầu tiên được đăng tải vào ngày 28 tháng 3 năm 2019 và trailer thứ hai được ra mắt vào ngày 3 tháng 6 năm 2019. Vào ngày 5 tháng 8 năm 2019, trailer thứ ba được phát hành, trong đó sử dụng một bản hát lại do Lana Del Rey trình bày của bài hát "Season of the Witch", thể hiện gốc bởi Donovan. Tổng cộng, hãng phim đã chi hơn 20 triệu USD để quảng bá bộ phim.

### Phương tiện tại gia
Chuyện kinh dị lúc nửa đêm được hãng Lionsgate Home Entertainment phát hành dưới định dạng phim số tại Mỹ vào ngày 22 tháng 10 năm 2019 và dưới các định dạng đĩa vật lý như Ultra HD Blu-ray, Blu-ray và DVD vào ngày 5 tháng 11 năm 2019.

## Đón nhận

### Doanh thu phòng vé
Chuyện kinh dị lúc nửa đêm thu về 68,9 triệu USD chỉ tính riêng tại thị trường Mỹ và Canada và 5,6 triệu USD tại các quốc gia và vùng lãnh thổ khác, đưa tổng mức doanh thu toàn cầu lên tới 104,5 triệu USD.
Tại thị trường Mỹ và Canada, Chuyện kinh dị lúc nửa đêm được phát hành cùng thời điểm với The Kitchen, Dora và thành phố vàng mất tích, Cuộc đời phi thường của chú chó Enzo và Brian Banks, dự kiến thu về 15–17 triệu USD từ 3.000 rạp chiếu phim trong dịp cuối tuần ra mắt. Phim thu về 8,8 triệu USD trong ngày đầu tiên công chiếu, bao gồm 2,33 triệu USD thu về từ suất chiếu sớm đêm thứ Năm. Sau ba ngày cuối tuần ra mắt, tác phẩm thu về 20,8 triệu USD, xếp thứ hai về doanh thu phòng vé tuần công chiếu sau Fast & Furious: Hobbs & Shaw. Doanh thu của phim giảm 52% trong dịp cuối tuần thứ hai công chiếu xuống còn 10,1 triệu USD, đứng thứ năm trên bảng xếp hạng doanh thu phòng vé tuần.

### Đánh giá chuyên môn
Trên hệ thống tổng hợp kết quả đánh giá Rotten Tomatoes, phim nhận được 78% lượng đồng thuận dựa theo 233 bài đánh giá, với điểm trung bình là 6,46/10. Các chuyên gia của trang web nhất trí rằng, "Giống như loạt sách bán chạy nhất vốn là cảm hứng thực hiện bộ phim, Chuyện kinh dị lúc nửa đêm đã mở ra một cánh cửa rùng rợn vào cõi kinh dị cho những người trẻ tuổi đam mê thể loại này." Trên trang Metacritic, phim đạt số điểm 61 trên 100, dựa trên 33 nhận xét, chủ yếu là những lời khen ngợi. Lượt bình chọn của khán giả trên trang thống kê CinemaScore cho phần phim điểm "C" trên thang từ A+ đến F, trong khi đó trang PostTrak cho biết 53% số khán giả sẽ giới thiệu tác phẩm tới bạn bè, cùng với đánh giá 3 trên 5 sao.